# Yoshinosuke Aoyagi
Yoshinosuke Aoyagi (jap. 青柳善の輔 Aoyagi Yoshinosuke; ur. 13 lutego 2002) – japoński zapaśnik walczący w stylu wolnym. Wicemistrz świata w 2024. 
Srebrny medalista mistrzostw Azji w 2024;  brązowy w 2023 i 2025. 
Drugi na MŚ U-23 w 2023 i trzeci w 2024. Trzeci na MŚ juniorów w 2022 i kadetów w 2019 roku.